# Radiovalovi
Radiovalovi ili radijski valovi su veliko područje elektromagnetskih valova s valnom duljinom većom od one infracrvenog zračenja, a zajednička im je osobina da se mogu proizvesti protjecanjem izmjenične električne struje u napravi koja se zove antena. Prema valnoj se duljini dijele na valna područja, iako je danas uobičajenija podjela prema frekvenciji.
Radiovalovi su frekvencije manje od 3000 GHz  (gigahertza),  što odgovara valnoj dužini većoj od 0,1 mm. Donja granica 
radiospektra koju se uzima takvom jest frekvencija od 10 kHz (kilohertza), odnosno valna dužina od 30 km.

### Valna područja u rasponu frekvencija od 3 Hz do 300 GHz
Frekvencijska podjela spektra valova je na devet područja. Postoje pokušaji da se prevedu na hrvatski jezik kratice za pojedina frekvencijska područja. Često se kaže UKV (ultra kratki valovi), no dosljednom primjenom donje tablice to bi bilo VKV (vrlo kratki valovi). VVF služi za "vrlo visoke frekvencije" ili UVF (ultra visoke frekvencije).
| engleska kratica (naziv)       | hrvatski naziv frekvencije   | naziv valova                           | frekvencija      | valna duljina  | tehnička primjena                                                                                    |
| ------------------------------ | ---------------------------- | -------------------------------------- | ---------------- | -------------- | --- |
| ELF (Extremely Low Frequency)  | ekstremno niske frekvencije  |                                        | 3 Hz – 30 Hz     | 10 Mm – 100 Mm | komunikacija s podmornicama                                                                          |
| SLF (Super Low Frequency)      | super niske frekvencije      |                                        | 30 Hz – 300 Hz   | 1 Mm – 10 Mm   | |
| ULF (Ultra Low Frequency)      | ultra niske frekvencije      |                                        | 300 Hz – 3 kHz   | 100 km – 1 Mm  | |
| VLF (Very Low Frequency)       | vrlo niske frekvencije       | mirijametarski valovi                  | 3 kHz – 30 kHz   | 10 km – 100 km | komunikacija s podmornicama                                                                          |
| LF (Low Frequency)             | niske frekvencije            | dugi val (DV), kilometarski valovi     | 30 kHz – 300 kHz | 1 km – 10 km   | radio, radijski satovi, radionavigacija                                                              |
| MF (Medium Frequency)          | srednje frekvencije          | srednji val (SV), hektometarski valovi | 300 kHz – 3 MHz  | 100 m – 1 km   | radio                                                                                                |
| HF (High Frequency)            |                              | kratki val (KV), dekametarski valovi   | 3 MHz – 30 MHz   | 10 m – 100 m   | radio                                                                                                |
| VHF (Very High Frequency)      | vrlo visoke frekvencije      | ultrakratki val (UKV), metarski valovi | 30 MHz – 300 MHz | 1 m – 10 m     | FM radio, radar                                                                                      |
| UHF (Ultra High Frequency)     | ultra visoke frekvencije     | mikrovalovi, decimetarski valovi       | 300 MHz – 3 GHz  | 10 cm – 1 m    | televizija, pokretna telefonija (npr. GSM), mikrovalna pećnica, bežične računalne mreže (npr. Wi-Fi) |
| SHF (Super High Frequency)     | super visoke frekvencije     | centimetarski valovi                   | 3 GHz – 30 GHz   | 1 cm – 10 cm   | radar, usmjerene veze, satelitska televizija                                                         |
| EHF (Extremely High Frequency) | ekstremno visoke frekvencije | milimetarski valovi                    | 30 GHz – 300 GHz | 1 mm – 10 mm   | usmjerene veze                                                                                       |